# 黄陂镇 (宁都县)
黄陂镇，是中华人民共和国江西省赣州市宁都县下辖的一个乡镇级行政单位。

## 行政区划
黄陂镇下辖以下地区：
公园里社区、黄陂村、大湖村、乌迳村、荷树村、山堂村、大桥坝村、杨屋村、金坑村、王布村、杨依村、塘下村、增坊村、樟坊村、坪溪村、连陂村和高田村。